# Субстандартна іпотека
Субстандартна іпотека (англ. Subprime Mortgage) — різновид іпотеки, яка, зазвичай, видається позичальникам з низьким кредитним рейтингом. В результаті низького рейтингу кредитоспроможності позичальника, йому не пропонуються стандартні умови іпотеки з меншим відсотком, так як кредитор оцінює ризик неможливості виплати боргу для такого позичальника. Як наслідок, кредитні установи часто нараховують відсотки по субстандартних іпотеках за вищою ставкою в порівнянні зі стандартною іпотекою, щоб компенсувати більший рівень ризику.
Позичальники з рейтингом кредитоспроможності нижче 600 (ця система діє в США) можуть отримати тільки субстандартну іпотеку з більш високими процентними ставками. Факт наявності прострочення платежів по кредиту або оголошення банкрутства може послужити причиною того, що позичальники зможе тільки мати право на субстандартну іпотеку. Тому, для людей з низьким кредитним рейтингом іноді краще почекати деякий час і накопичити кредитний рейтинг, щоб гарантовано отримати право на звичайну іпотеку.